# Гільєрмо Ормасабаль
Гільєрмо Ормасабаль (ісп. Guillermo Hormazábal; нар. 19 лютого 1985) — колишній чилійський тенісист.
Найвищу одиночну позицію світового рейтингу — 291 місце досяг 18 червня 2012, парну — 287 місце — 20 липня 2009 року.
Завершив кар'єру 2013 року.

## ATP Челленджер і ITF Ф'ючерс

### Титули в одиночному розряді (15)
| Легенда                |
| Серія ATP Челленджер   |
| Серія ITF Ф'ючерс (14) |

| Ранг | Дата              | Турнір                | Покриття | Суперник                     | Рахунок       |
| 1.   | 17 жовтня 2004    | Чилі F5, Чилі         | Ґрунт    | Пабло Гальдон                | 7–6, 7–5      |
| 2.   | 12 листопада 2007 | Чилі F5, Чилі         | Ґрунт    | Гастон Артуро Грімоліцці     | 6–0, 6–4      |
| 3.   | 2 червня 2008     | Польща F4, Польща     | Ґрунт    | Ґжеґож Панфіл                | 6–1, 7–5      |
| 4.   | 17 липня 2008     | Італія F4, Італія     | Ґрунт    | Маттео Віола                 | 6–4, 3–6, 6–4 |
| 5.   | 2 лютого 2009     | Колумбія F1, Колумбія | Ґрунт    | Алехандро Гонсалес           | 6–7, 6–1, 6–4 |
| 6.   | 13 липня 2009     | Італія F19, Італія    | Ґрунт    | Сімоне Ваньйоцці             | 7–5, 6–0      |
| 7.   | 3 травня 2010     | Італія F7, Італія     | Ґрунт    | Денієл Еванс                 | 5–7, 6–3, 6–4 |
| 8.   | 25 жовтня 2010    | Чилі F2, Чилі         | Ґрунт    | Гільєрмо Рівера-Арангіс      | 7–5, 6–2      |
| 9.   | 29 листопада 2010 | Чилі F7, Чилі         | Ґрунт    | Ніколас Пастор               | 6–4, 6–3      |
| 10.  | 3 жовтня 2011     | Чилі F7, Чилі         | Ґрунт    | Лоран Рекундер               | 7–5, 6–2      |
| 11.  | 10 жовтня 2011    | Чилі F8, Чилі         | Ґрунт    | Ганс Подліпнік Кастільйо     | 6–2, 6–1      |
| 12.  | 17 жовтня 2011    | Чилі F9, Чилі         | Ґрунт    | Крістобаль Сааведра-Корвалан | 6–2, 6–0      |
| 13.  | 30 жовтня 2011    | Чилі F11, Чилі        | Ґрунт    | Крістобаль Сааведра-Корвалан | 6–4, 4–6, 6–2 |
| 14.  | 13 лютого 2012    | Чилі F1, Чилі         | Ґрунт    | Хорхе Агілар                 | 6–3, 3–6, 6–3 |
| 15.  | 9 червня 2012     | Італія F12, Італія    | Ґрунт    | Андреа Арнабольді            | 6–2, 5–7, 6–3 |

### Одиночний розряд поразка (10)
| Ранг | Дата              | Турнір                       | Покриття | Суперник                     | Рахунок       |
| 1.   | 14 серпня 2006    | Польща F9, Польща            | Ґрунт    | Давід Новак                  | 6–1, 3–6, 3–6 |
| 2.   | 23 жовтня 2006    | Чилі F1, Чилі                | Ґрунт    | Іван Міранда                 | 4–6, 6–7      |
| 3.   | 20 листопада 2006 | Чилі F5, Чилі                | Ґрунт    | Джонатан Гонсалія            | 2–6, 6–7      |
| 4.   | 5 листопада 2007  | Чилі F4, Чилі                | Ґрунт    | Марин Брадарич               | 4–6, 6–1, 3–6 |
| 5.   | 24 квітня 2008    | Італія F11, Італія           | Ґрунт    | Стефано Янні                 | 6–3, 3–6, 4–6 |
| 6.   | 6 червня 2008     | Польща F2, Польща            | Ґрунт    | Ґжеґож Панфіл                | 6–3, 1–6, 4–6 |
| 7.   | 1 січня 2009      | Challenger ATP Iquique, Чилі | Ґрунт    | Максімо Гонсалес             | 4–6, 4–6      |
| 8.   | 6 грудня 2010     | Чилі F8, Чилі                | Ґрунт    | Борут Пуць                   | 2–6, 7–6, 6–7 |
| 9.   | 11 квітня 2011    | Чилі F3, Чилі                | Ґрунт    | Ґійом Рюфен                  | 4–6, 2–6      |
| 10.  | 24 жовтня 2011    | Чилі F10, Чилі               | Ґрунт    | Крістобаль Сааведра-Корвалан | 3–6, 6–2, 4–6 |